# روني جونز (سياسي)
روني جونز (بالإنجليزية: Ronnie Jones)‏ هو سياسي أمريكي، ولد في 9 نوفمبر 1953 في ويرتون في الولايات المتحدة. حزبياً، نشط في الحزب الديمقراطي.